# Огірок (рід)
Огірок (Cucumis) — рід квіткових рослин родини гарбузові (Cucurbitaceae). Більшість видів поширені в Африці, лише кілька видів трапляються в Азії, звідки походить і огірок звичайний, який культивують в Україні.

## Опис
Рослини з шорстко-волосистим, лежачим або повзучим, за допомогою простих вусиків, стеблом. Листки чергові, серцеподібні, 3-5-лопатеві, з гострими лопатями, завдовжки 5-15 см; лопаті нерівномірнозубчасті. Тичинкові квітки зібрані пучками у пазухах листків; віночок жовтий, 2-3,5 см завдовжки, маточкові квітки поодинокі, на коротеньких ніжках. Плід ягодоподібний, видовжений, насінини довгасті, сплюснуті, жовті або білі, 10-15 мм завдовжки.

## Класифікація
Рід містить 53 види:
- Cucumis aculeatus
- Cucumis africanus
- Cucumis anguria (Ангурія)
- Cucumis baladensis
- Cucumis canoxyi
- Cucumis carolinus
- Cucumis dipsaceus
- Cucumis ficifolius
- Cucumis globosus
- Cucumis hastatus
- Cucumis heptadactylus
- Cucumis insignis
- Cucumis jeffreyanus
- Cucumis kalahariensis
- Cucumis meeusei
- Cucumis messorius
- Cucumis myriocarpus
- Cucumis prolatior
- Cucumis prophetarum
- Cucumis pubituberculatus
- Cucumis pustulatus
- Cucumis quintanilhae
- Cucumis rigidus
- Cucumis sacleuxii
- Cucumis thulinianus
- Cucumis zambianus
- Cucumis zeyheri

subg. Cucumis sect. Cucumis
- Cucumis gracilis
- Cucumis hystrix
- Cucumis javanicus
- Cucumis leiospermus
- Cucumis maderaspatanus
- Cucumis melo (Диня)
  - Cucumis melo var. cantalupensis — Канталуп
- Cucumis ritchiei
- Cucumis rumphianus
- Cucumis sagittatus
- Cucumis sativus (Огірок звичайний)

subg. Cucumis sect. Cucumella
- Cucumis aetheocarpus
- Cucumis asper
- Cucumis bryoniifolius
- Cucumis cinereus
- Cucumis clavipetiolatus
- Cucumis engleri
- Cucumis reticulatus
- Cucumis indicus
- Cucumis kelleri
- Cucumis kirkbridei
- Cucumis silentvalleyi
- Cucumis subsericeus

subg. Cucumis sect. Metuliferi
- Cucumis metulifer (Ківано)
- Cucumis rostratus

subg. Humifructus
- Cucumis hirsutus
- Cucumis humifructus